# Шчигри
Шчигри (на руски: Щигры) е град в Курска област, Русия. Разположен е на бреговете на река Щигро. Простира се на площ от 21 km2. Към 1 януари 2018 г. населението му наброява 15 292 души. Получава статут на град през 1779 г., а дотогава е известен като село Троицкое.

## Личности
Родени в Шчигри
- Евгений Ващенко – художник